# Norbert Schiller
Norbert Schiller (Vienna, 24 novembre 1899 – Santa Barbara, 8 gennaio 1988) è stato un attore e regista austriaco naturalizzato statunitense.
Viene ricordato come attore di cinema, teatro, nonché come regista.

## Biografia
Dopo aver debuttato al Burgtheater della sua città natale, si spostò in Germania, segnatamente a Lubecca, Francoforte e Berlino.
Si trasferì nel 1939 negli Stati Uniti, dove prese parte a quasi cento produzioni cinematografiche o televisive, quasi sempre in ruoli secondari, spesso non accreditati.

## Filmografia parziale

### Cinema
- Il valzer dell'imperatore (The Emperor Waltz), regia di Billy Wilder (1948)
- I corsari della strada (Thieves' Highway), regia di Jules Dassin (1949)
- Magnifica ossessione (Magnificent Obsession), regia di Douglas Sirk (1954)
- Frankenstein 1970, regia di Howard W. Koch (1958)
- L'angelo azzurro (The Blue Angel), regia di Edward Dmytryk (1959)
- Vincitori e vinti (Judgement at Nuremberg), regia di Stanley Kramer (1961)
- I morituri (Morituri), regia di Bernhard Wicki (1965)
- Il sipario strappato (Torn Curtain), regia di Alfred Hitchcock (1966)
- Il pedone (Der Fußgänger), regia di Maximilian Schell (1973)
- Frankenstein Junior (Young Frankenstein), regia di Mel Brooks (1974)
- Assassinio sul ponte (Der Richter und sein Henker), regia di Maximilian Schell (1975)

### Televisione
- Celebrity Playhouse – serie TV, episodio 1x13 (1955)
- Telephone Time – serie TV, episodi 1x13-2x02-2x16 (1956-1957)
- TV Reader's Digest – serie TV, episodio 2x15 (1956)
- Screen Directors Playhouse – serie TV, episodio 1x26 (1956)
- Gunsmoke – serie TV, episodio 1x24 (1956)
- Crossroads – serie TV, episodio 1x36 (1956)
- Crusader – serie TV, episodio 1x39 (1956)
- Westinghouse Desilu Playhouse – serie TV, episodio 1x23 (1959)
- David Niven Show (The David Niven Show) – serie TV, episodi 1x08-1x09 (1959)
- Indirizzo permanente (77 Sunset Strip) – serie TV, 2 episodi (1960-1963)
- Hong Kong – serie TV, episodio 1x21 (1961)
- Ripcord – serie TV, episodio 1x08 (1961)
- Peter Gunn – serie TV, episodio 3x36 (1961)
- Codice Gerico (Jericho) – serie TV, episodio 1x07 (1966)
- Ai confini dell'Arizona (The High Chaparral) – serie TV, episodio 2x13 (1968)